# Filisoma hoogliense
Filisoma hoogliense is een soort haakworm uit het geslacht Filisoma. De worm behoort tot de familie Cavisomidae. Filisoma hoogliense werd in 1928 beschreven door Harley Jones Van Cleave.